# Les mariages samnites
Les mariages samnites (deutscher Titel: Die samnitische Vermählungsfeyer) ist eine Oper (Originalbezeichnung: „Drame lyrique“) in drei Akten des französischen Komponisten André-Ernest-Modeste Grétry. Das Libretto stammt von Barnabé Farmian Durosoy und basiert auf Jean-François Marmontels Le château du prince de Conti. Die Uraufführung fand am 12. Juni 1776 in der Comédie-Italienne in Paris statt. Das Werk ist Franz Karl von Velbrück, dem Fürstbischof von Lüttich, gewidmet.

## Handlung
Die Handlung spielt in der Antike in der Hauptstadt von Samnium. Es handelt sich um eine Hochzeit mit Hindernissen.

## Weitere Anmerkungen

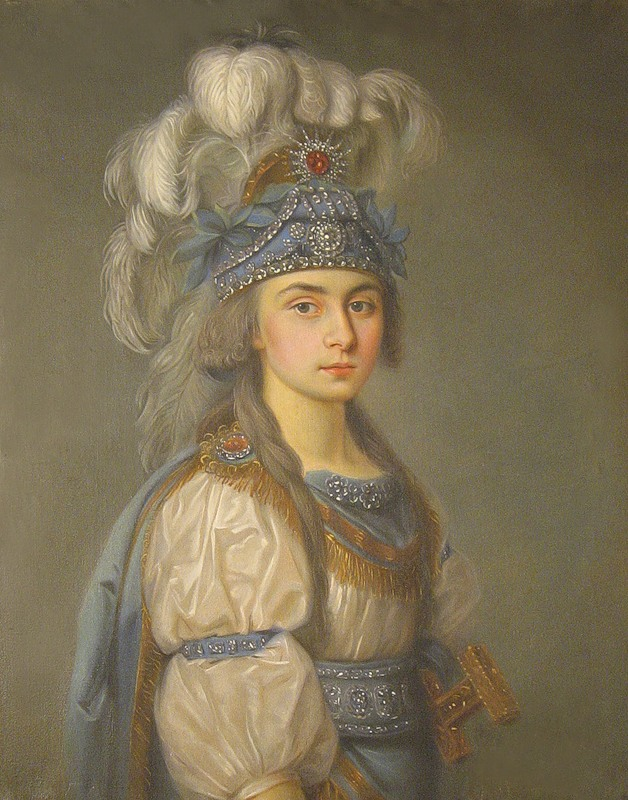
Praskowja Schemtschugowa in einem Kostüm aus der Oper

Bei der Uraufführung am 12. Juni 1776 im Hôtel de Bourgogne de rue Mauconseil der Comédie-Italienne sangen u. a. Rose-Louise Dugazon (Céphalide) und Pierre-Marie Narbonne (Eumene).
Der Operntitel wurde vom Komponisten bereits im Jahr 1768 für eine erste Fassung des Werks benutzt. Diese Version (in einem Akt) gelangte aber niemals zur Aufführung und gilt bis auf anderweitig verwendete Teile als verloren. Die hier beschriebene Oper von 1776 wurde im Jahr 1782 vom Komponisten zu einer „comédie héroïque“ umgestaltet. Bereits ein Jahr zuvor schrieb Wolfgang Amadeus Mozart acht Klaviervariationen über das Chorstück Dieu d’amour aus dieser Oper (KV 352). Das beweist, das Grétrys Werk damals einen gewissen Verbreitungsgrad hatte. Im Laufe der Jahrzehnte und Jahrhunderte geriet es dann mehr und mehr in Vergessenheit. Einzelne Nummern der Oper werden gelegentlich bei Konzerten aufgeführt. Mozarts oben erwähnte acht Klaviervariationen aus dieser Oper sind mehrfach auf CDs eingespielt und werden ebenfalls gelegentlich bei Konzerten gespielt.

## Digitalisate
- Les mariages samnites: Noten und Audiodateien im International Music Score Library Project
- Partitur, Paris. Digitalisat bei Gallica
- Libretto (französisch), Paris 1776. Digitalisat bei Gallica
- Libretto (französisch), Paris 1782. Digitalisat der Library of Congress
- Die samnitische Vermählungsfeyer. Libretto (deutsch), Berlin 1780. Digitalisat der Library of Congress
- Die Samniterinnen. Libretto (deutsch), Wien 1806. Digitalisat der Library of Congress